# Nueva Planta de Roma
La Nueva Planta de Roma (en italiano, Nuova Pianta di Roma) de Nolli es una representación de la ciudad de Roma, publicada por Giovanni Battista Nolli en 1748, conocida por su valor cartográfico y artístico.

## Historia
Nolli comenzó sus trabajos en 1736, finalizándolos doce años después. En la elaboración de la planta participaron:
- Pietro Campana (1727-¿1779?).
- Carlo Nolli (1710-¿1770? ), hijo de Giovanni Battista.
- Rocco Pozzi, (-1780 ‌
- Stefano Pozzi (¿1699?-1768)

Fue impresa en Roma en 1748. La impresión no constituyó un éxito comercial, ya que se vendieron unas 340 copias de las 1870 impresas.
Por su fidelidad y alta precisión fue utilizado como referencia urbanística para la municipalidad de Roma hasta la década de 1970.

## Descripción
El mapa se encuentra compuesto por 12 hojas impresas de 36 centímetros de altura y 56 de anchura. En su totalidad presenta unas medidas de 175 cm de altura por 280 cm de anchura.
El plano propiamente dicho se dispone en la parte central del conjunto de hojas impresas. Se encuentra rodeado en el borde por una decoración que incluye motivos vegetales y que cuenta con cartelas que incluyen los escudos de los distintos barrios de la ciudad de Roma.
En la zona inferior izquierda se representan distintos edificios que rodeando una alegoría de la Roma Antigua (entre los que se cuentan el Coliseo o la Columna Trajana); y en la zona inferior derecha otras construcciones de la Roma papal alrededor de una alegoría de la Roma Moderna (plaza del Campidoglio y fachada de la basílica de San Juan de Letrán), en forma de figura femenina sedente siendo coronada por unos querubines con la tiara papal

En la parte central inferior derecha, inscrita en una cartela simulando una lápida pétrea, se encuentra la inscripción dedicatoria a Benedicto XIV:
Alla Santita de nostro signore Papa Benedetto XIV la nova topografía di Roma ossequiosamente offerisce e dedica l'umilissimo servo Giambattista Nolli Comasco.

(en español, A la Santidad de nuestro Señor el Papa Benedicto XIV la nueva topografía de Roma obsequiosamente ofrece y dedica el más humilde servidor Giambattista Nolli Comasco)
La técnica de construcción y levantamiento de los volúmenes edificados del mapa se basa en la superposición sucesiva de seis capas: 
1. volumen,
2. jardín,
3. patio,
4. pórticos,
5. zaguanes,
6. escaleras.

Por su valor cartográfico ha sido definido como:
un vero e proprio monumento della cartografia

(en español, un verdadero y auténtico monumento de la cartografía)